# 孟盛楠
孟盛楠（1981年10月17日—），甘肃省兰州市人，毕业于中国传媒大学，中国大陆女主持人。

## 生平
1981年，孟盛楠出生在甘肃省兰州市。
孟盛楠曾就读于中国传媒大学（原名北京广播学院），主攻影视学院影视技术艺术系综艺类节目主持﹑表演，大学毕业之后，孟盛楠担任北京人民广播电台新闻台节目主持人和福建省东南电视台节目主持人。
1996年，孟盛楠加盟中国中央电视台中文国际频道，主持《中国文艺》。后来又主持中国中央电视台戏曲音乐部音乐频道《影视留声机》和音乐频道《中国音乐电视》等节目。

## 主持節目
- 《中国文艺》
- 《中国音乐电视》
- 《影视留声机》

## 奖项
- 2009年，第6届金唱片奖主持人。